# Polygonum recumbens
Polygonum recumbens är en slideväxtart som beskrevs av John Forbes Royle och Charles Cardale Babington. Polygonum recumbens ingår i släktet trampörter, och familjen slideväxter. Inga underarter finns listade i Catalogue of Life.